# フォーマット (バンド)
- フォーマット
- ザ・フォーマット

フォーマット（The Format）は、ボーカリストのネイト・ルイスとマルチ奏者のサム・ミーンズによって結成されたアメリカ合衆国のインディー・ロック・バンド。1960年代から1970年代のポップ・ミュージックの要素とインディー、オルタナティヴ、パンク、フォークを融合した音楽スタイルで知られる。2002年2月に結成され、2008年2月4日に活動休止を発表。2020年2月4日には活動再開とライブの開催が発表されたが、新型コロナウイルスの感染拡大の影響を受けた延期の発表を経て開催中止となった。2025年、再びバンドの再結成が発表された。

## 経歴
2002年2月、小学校時代からの同級生であるサム・ミーンズとネイト・ルイスの2人で結成。フォーマット結成前、ルイスとミーンズはネヴァー・ゴナ・スコア（Never Gonna Score）というバンドで活動を共にしていて、1999年にEP『The Byron Sessions』を発売した（その後解散）。
2003年にエレクトラ・レコードと契約した後、秋の発売に向けてデビュー・アルバムの録音作業を開始。10月21日にデビュー・アルバム『Interventions + Lullabies』を発売、11月9日から22日にかけてストレイライト・ランとのライブを開催。
2004年3月、エレクトラ・レコードがワーナー・ブラザース・レコードに合併したことを受け、アトランティック・レコードに移籍。同年4月8日には5曲入りEP『Snails』を発売。ほどなくして2人はハリー・ニルソン、エレクトリック・ライト・オーケストラ、ザ・ビーチ・ボーイズの影響を受けた2枚目のフルアルバムの制作を始め、プロデューサーにレッド・クロスのスティーヴン・シェーン・マクドナルドを迎えることを決めた。しかし、アルバム用のデモ音源を聴いたレーベルは、この方向性に賛同しなかった。その後2枚目のフルアルバム『ドッグ・プロブレムズ』を完成させた2人は、所属事務所の助力を受けてレーベル「ザ・ヴァニティ・レーベル」を設立し、同レーベルから発売することを決める。アルバム発売の2か月前にはインターネット上で音源（MP3形式）が流出する。これを受け、2人はNettwerk Music Storeでの販売を開始し、アルバム発売で2,000ダウンロードを記録した。2006年10月、オール・アメリカン・リジェクツのツアーに同行。
2007年には来日して東京で公演を行ったほか、NBC『ラスト・コール・ウィズ・カーソン・デイリー』に2度出演し、ガスターとの共同ヘッドライニング・ツアーを開催した。同年6月25日から20日間にかけて公式サイト上で『ドッグ・プロブレムズ』の無料配布が実施された。
2008年2月4日、各々のソロプロジェクトに専念するため「しばらくの間」活動を休止することを発表。フォーマットの活動休止後、ミーンズは映画『The Sinking of Santa Isabel』のサウンドトラックを手がけたほか、ミシェル・ダローザらとともにデストリーを結成。ルイスはアンドリュー・ドストとジャック・アントノフとともにFUN.を結成し、2015年に活動休止した後ソロ・アーティストとして活動を開始。
2020年2月3日、2007年に発表したコンサート・フィルム『Live at the Mayan』を全動画配信プラットフォームで配信開始。この翌日にはバンドの再結成と3月20日から4月3日にかけてシカゴ、ニューヨーク、フェニックスを3都市をめぐるライブツアーを行うことを発表した。しかし、新型コロナウイルスの感染拡大の影響を受けて、3月12日にツアーの開始を7月17日に延期することを発表。その後6月11日に2021年7月16日、2021年4月6日に2022年3月18日に延期することが発表された後、2022年1月26日に開催中止が発表された。2025年7月9日、再びバンドの再結成が発表され、9月27日から10月10日にかけてツアーを開催することが併せて発表された。

## メンバー
- サム・ミーンズ / Sam Means – キーボード、ピアノ、メロトロン、ギター、バンジョー、シロフォン、サクソフォーン、パーカッション、バッキング・ボーカル
- ネイト・ルイス / Nate Ruess – リード・ボーカル、パーカッション、シンセサイザー

### サポートメンバー
- マイク・シャイ / Mike Schey – ギター
- ドン・レイモンド・ジュニア / Don Raymond Jr. – ベースギター
- マーク・バザード / Mark Buzard – ギター、キーボード、パーカッション、バッキング・ボーカル
- アダム・ボイド / Adam Boyd – ドラム、パーカッション、バッキング・ボーカル
- ショーン・マッコール / Sean McCall – ドラム
- ジョン・オライリー・ジュニア / John O'Reilly Jr. – ドラム、パーカッション

## 作品

### スタジオ・アルバム
| タイトル                  | 詳細 | 最高位 |
| タイトル                  | 詳細 | US     |
| ------------------------- | --- | ------ |
| Interventions + Lullabies | - 発売日: 2003年10月21日 - レーベル: エレクトラ・レコード - 規格: CD、LP、カセット、音楽配信                         | —      |
| ドッグ・プロブレムズ      | - 原題: Dog Problems - 発売日: 2006年7月11日 - レーベル: ザ・ヴァニティ・レーベル - 規格: CD、LP、カセット、音楽配信 | 77     |

### コンピレーション・アルバム
- Live at the Mesa Amphitheater（2004年）
  - 期間限定で発売されたライブ・アルバム。
- B-Sides & Rarities（2007年）
- Live at the Mayan Theatre（2020年）

### EP
- EP（2002年）
  - 自主制作盤。
- Snails（2005年）
- Live from the Living Room: Volume One（2006年）
- And Now I Hope You're Alright - Live in California（2006年）
- The Format Live: Exporting Insecurity（2006年）
- Kenneth Room Sessions（2016年）

### DVD
- Live at the Mayan Theatre（2007年）

### シングル
- "The First Single"（2005年）
- 「コンプロマイズ」 - "The Compromise"（2006年）
- 「タイム・ボム」 - "Time Bomb"（2006年）
- "Apeman"（2006年）
- 「シー・ダズント・ゲット・イット」 - "She Doesn't Get It"（2006年）
- 「ドッグ・プロブレムズ」 - "Dog Problems"（2006年）
- "Swans"（2016年）
  - 2007年に公開された映画『Moving McAllister』のために書かれた楽曲[32]。
- "Your New Name"（2022年）

### その他の楽曲
- 「シンプル・トゥイスト・オブ・フェイト」
  - ボブ・ディランのカバー曲で、2005年に発売されたトリビュート・アルバム『リッスン・トゥ・ボブ・ディラン（英語版）』に収録。
- 「コンプロマイズ（アコースティック）」
  - 2006年に発売された『Acoustic Live & Rare 2006 & Last Character Standing, Vol. V』に収録。
- "Holly Holly Christmas"
  - 2006年に発売された『A Santa Cause: It's a Punk Rock Christmas』に収録。